# جولييت غروبر
جولييت غروبر (بالإنجليزية: Juliette Gruber)‏ هي ممثلة بريطانية، ولدت في 1965.

## وصلات خارجية
- جولييت غروبر على موقع IMDb (الإنجليزية)
- جولييت غروبر على موقع قاعدة بيانات الفيلم (الإنجليزية)